# Tremadog

Tremadoc, località alla periferia di Porthmadog, si affaccia sulla Cardigan Bay

Tremadog (talvolta indicata come Tremadoc) è una cittadina periferica posta nell'entroterra della città di Porthmadog, nello Gwynedd (nord-ovest del Galles). Riparata da montagne rocciose e disposta in una piana in direzione dell'omonima baia - la Tremadog Bay (a sua volta affacciata sulla Cardigan Bay) - è un'apprezzata località turistica.
Fu fondata come una sorta di città modello nel 1798 da William Alexander Madocks, un latifondista già membro del parlamento per la città di Boston (Lincolnshire), che poneva al primo posto l'esigenza della tolleranza nella cultura e nella religione e che fu l'acquirente dei territori su cui la località doveva sorgere.
Dal nome Tremadog deriva il termine Tremadociano, riferito geologicamente al piano più antico dell'Ordoviciano inferiore.

## Caratteristiche

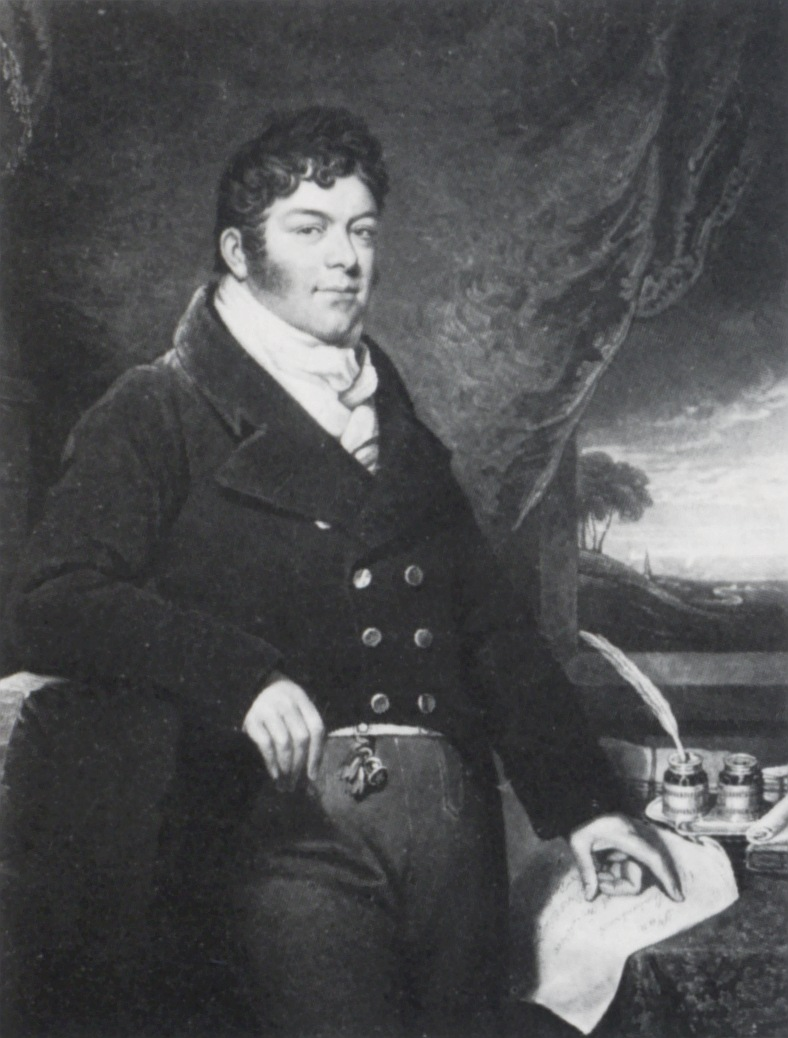
William A. Madocks

Il centro della località - conosciuta per aver dato i natali a Thomas Edward Lawrence (più conosciuto come Lawrence d'Arabia), la cui casa è ora adibita ad ostello, lo "Snowdon Lodge hostel" - fu completato nel 1811 e da allora è rimasto urbanisticamente inalterato. La sua caratteristica essenziale è di avere i suoi edifici, incluse ville gentilizie, disposti come in un antico borgo.
La zona principale del villaggio è quella di Market Square, circondata da pareti rocciose che conferiscono un aspetto particolarmente suggestivo e sulle quali viene praticato il rock climbing.
La High Street e la Dublin Street sono le vie più frequentate e prestigiose, costellate da prestigiose costruzioni, fra cui la Town Hall (sede municipale) e la Dancing Room costruita nel 1805 in Coaching inn.

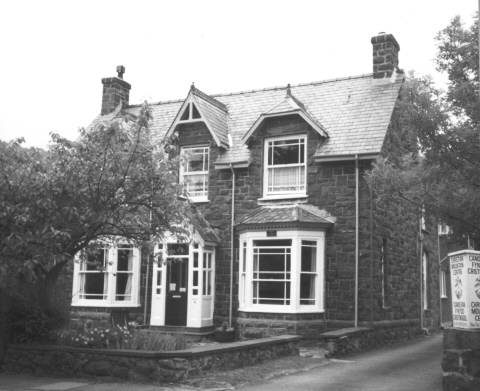
La casa natale di Thomas Edward Lawrence a Tremadog, Galles nord-occidentale

Sono presenti diverse chiese e cappelle di stile gallese risalenti ai primi anni del XIX secolo in stile molto semplice, con pulpito centrale. La Cappella Peniel, si differenzia perché realizzato nello stile di un tempio greco. Il prospetto principale è decorata con stucchi e presenta una finestra circolare. Il monumentale portico fu aggiunto nel 1849, seguendo probabilmente il progetto originale. La prima galleria fu invece inserita nel contesto architettonico nel 1840 e ampliata quarant'anni dopo.
La chiesa di St Mary fu completata su un territorio roccioso un anno e mezzo dopo l'edificazione della cappella. È uno dei primi esempi del revival gotico delle chiese del Galles, datando 1811.

## Economia

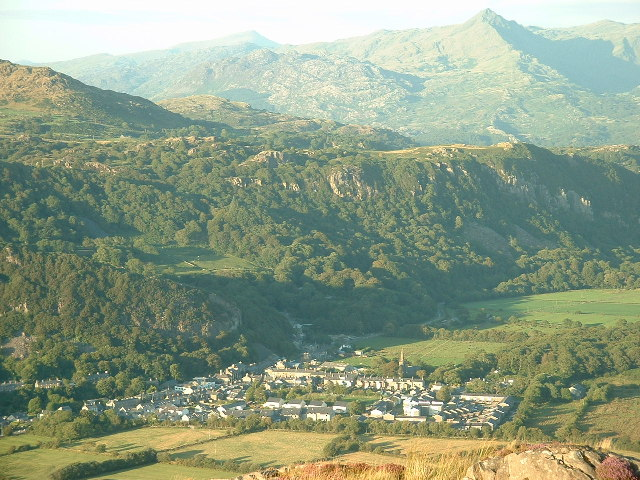
Panorama di Tremadog

Secondo la visione del suo fondatore, Madocks, Tremadog doveva essere dotata di industrie, cosicché nel 1805 egli costruì the Manufactory, la prima manifattura per la lavorazione della lana in Galles. Successivamente fu insediata the Loomery - elegante edificio progettato con un giardino simile a quello della Town Hall e con file di finestre poste in maniera alternata - ed ancora altre aziende, fino al 1835, che sfruttavano un corso d'acqua - il Llyn Cwm Bach - creato artificialmente.